# 푸아이쿠라 FC
푸아이쿠라 FC (Puaikura FC)(前 아로랑기 FC (Arorangi FC))는 아로랑기를 연고로 한 쿡 제도의 축구 클럽이다. 현재 1부 리그 격인 쿡 제도 라운드 컵에서 활동하고 있으며, 1985년과 1987년에 쿡 제도 라운드 컵에서 우승을 기록하였으며, 1985년에는 아로랑기 FC일 때에 기록하였다. 2004년에 그들은 '푸아이쿠라 FC'라는 이름으로 쿡 제도 라운드 컵에 참가하였고, 6위를 기록했다.

## 우승 기록
- 쿡 제도 라운드 컵: 3[3]

1985, 1987, 2013
- 쿡 제도 컵: 1[4]

1985

## 현재 선수 명단
OFC 챔피언스리그 2014-15에서의 선수 명단
참고: FIFA 자격 규정에 따라 소속된 국가대표팀 국기를 표시합니다. 선수는 복수의 FIFA 비회원국 국적을 가지고 있을 수 있습니다.
| 번호 | 포지션   | 국적              | 이름 |
| ---- | -------- | ----------------- | ---- |
| GK   | 뉴질랜드 | 스테반 두야코비치 |      |
| DF   | 쿡 제도  | 폴 반 에이크      |      |
| DF   | 쿡 제도  | 자르베스 아페라우 |      |
| MF   |          | 클라에스 융베리   |      |
| DF   | 피지     | 비샬 레디         |      |
| MF   | 뉴질랜드 | 알렉스 맥그래거   |      |
| FW   | 쿡 제도  | 페카이 에드워즈   |      |
| DF   | 쿡 제도  | 딘 스타일스       |      |
| DF   | 피지     | 셰이크 샤흐       |      |

| 번호 | 포지션                | 국적                | 이름 |
| ---- | --------------------- | ------------------- | ---- |
| FW   | 스코틀랜드            | 스튜어트 켈리       |      |
| MF   | 쿡 제도               | 드웨인 티푸토아     |      |
| MF   | 쿡 제도               | 테마나 페니쿡       |      |
| MF   | 보스니아 헤르체고비나 | 타리크 카페지치     |      |
| MF   | 뉴질랜드              | 벤자민 히더         |      |
| MF   |                       | 쇼헤이 몬주         |      |
| MF   | 쿡 제도               | 키미오라 사무엘라   |      |
| DF   | 피지                  | 아비네쉬 찬드       |      |
| GK   | 쿡 제도               | 로이마타 모에카피티 |      |